# Canton de Puy-l'Évêque
Le canton de Puy-l'Évêque est une circonscription électorale française située dans le département du Lot et la région Occitanie.

## Géographie
Ce canton est organisé autour de Puy-l'Évêque dans l'arrondissement de Cahors. Son altitude varie de 65 m (Duravel, Soturac…) à 325 m (Les Arques).

## Histoire
Par décret du 13 février 2014, le nombre de cantons du département est divisé par deux, avec mise en application aux élections départementales de mars 2015. Le canton de Puy-l'Évêque est conservé et s'agrandit. Il passe de 16 à 27 communes.

## Représentation

### Conseillers généraux de 1833 à 2015
| Période | Période          | Identité                   | Étiquette    | Qualité |
| ------- | ---------------- | -------------------------- | ------------ | --- |
| 1833    | 1842             | Jean-Baptiste Dulac        |              | Avocat à Prayssac |
| 1842    | 1848             | Pons-Désiré Rayet          |              | Avocat à Puy-l'Évêque                                                                                                   |
| 1848    | 1861             | Charles-André Mercié       |              | Notaire, maire de Puy-l'Évêque                                                                                          |
| 1861    | 1886             | Jean-Désiré Demeaux        | Droite       | Docteur en médecine à Puy-l'Évêque                                                                                      |
| 1886    | 1890 (démission) | Antoine Deloncle           | Droite       | Notaire à Puy-l'Évêque                                                                                                  |
| 1890    | 1897 (démission) | Émile Rey                  | Républicain  | Docteur en médecine, maire de Saint-Denis-Catus Député (1889-1906) Sénateur (1906-1920)                                 |
| 1897    | 1910             | Achille Cassaignes         | Républicain  | Médecin à Duravel |
| 1910    | 1940             | Joseph Rouma               | RG           | Docteur en médecine Maire de Puy-l'Évêque (1909-1942 et 1944-1945)                                                      |
|         |                  |                            |              | |
| 1943    | 1944 (démission) | Henri Virebent (1880-1963) | ?            | Ancien industriel à Toulouse Président de la délégation spéciale de Puy-l'Evêque Nommé conseiller départemental en 1943 |
| 1944    | 1945             | Joseph Rouma               |              | Maire de Puy-l'Evêque Nommé conseiller départemental en 1944                                                            |
|         |                  |                            |              | |
| 1945    | 1988             | Ernest Marcouly            | SFIO puis PS | Entrepreneur Maire de Puy-l'Évêque (1945-1989)                                                                          |
| 1988    | 2001             | Bernard Charles            | MRG          | Pharmacien-chef Député de 1983 à 2002 Maire de Cahors de 1989 à 2001                                                    |
| 2001    | 2015             | Serge Bladinières          | PRG          | Viticulteur Maire de Pescadoires Vice-Président du Conseil Général                                                      |

### Conseillers d'arrondissement (de 1833 à 1940)
| Période                                  | Période          | Identité                             | Étiquette          | Qualité |
| ---------------------------------------- | ---------------- | ------------------------------------ | ------------------ | --- |
| 1833                                     | 1842             | Pierre Monmayou (1773-1856)          |                    | Notaire à Sérignac, propriétaire à Floressas                                                                         |
| 1842                                     | 1848             | Pierre Cazes Saint-Nézer (1778-1853) |                    | Propriétaire à Sérignac                                                                                              |
|                                          |                  |                                      |                    | |
| 1895                                     | 1901             | M. Monmayou                          | républicain modéré | |
| 1901                                     | 1909 (démission) | Michel Delthil                       | Radical            | Vétérinaire, maire de Puy-l'Évêque (1903-1909), Président du comice agricole Nommé vétérinaire départemental en 1909 |
| 1909                                     | 1926 (décès)     | François Achille Pénel               | Radical            | Médecin , maire de Prayssac (1900 à 1923)                                                                            |
| 1926                                     | 1929             | M. Leygues                           | Républicain        | |
| 1929                                     |                  | Alfred Capmas                        | Radical            | Maire de Lagardelle (de 1925 à 1945)                                                                                 |
|                                          | 1940             | Jean-Louis Gipoulou                  | PRS                | Pharmacien à Puy-l'Évêque                                                                                            |
| 1940                                     |                  |                                      |                    | Les conseils d'arrondissement ont été suspendus par la loi du 12 octobre 1940 et n'ont jamais été réactivés          |
| Les données manquantes sont à compléter. |                  |                                      |                    | |

### Conseillers départementaux à partir de 2015
| Période élective | Période élective | Mandat | Mandat   | Identité           | Nuance | Nuance | Qualité |
| ---------------- | ---------------- | ------ | -------- | ------------------ | ------ | ------ | --- |
| 2015             | 2021             | 2015   | 2021     | Serge Bladinières  |        | LREM   | Viticulteur Maire de Pescadoires Président de la Communauté de Communes 1er vice-président chargé des Infrastructures de mobilité et des Politiques contractuelles régionales |
| 2015             | 2021             | 2015   | 2021     | Véronique Chassain |        | PS     | Agent territorial Conseillère municipale de Pomarède, maire depuis 2020 10e vice-présidente chargée du Logement, de l'Urbanisme et de l'Aménagement de l'espace               |
| 2021             | 2028             | 2021   | en cours | Rémi Branco        |        | PS     | Cadre du privé, ancien chef de cabinet de Stéphane Le Foll, Ministre de l'Agriculture, 9ème vice-président du conseil départemental                                           |
| 2021             | 2028             | 2021   | en cours | Véronique Chassain |        | PS     | Maire de Pomarède |

### Résultats détaillés

#### Élections de mars 2015
Lors des élections départementales de 2015, le binôme composé de Serge Bladinieres et Véronique Chassain (Union de la Gauche) est élu au premier tour avec 50,51 % des suffrages exprimés, devant le binôme composé de Virginie Castagnol et Emmanuel Crenne (FN) (28,88 %). Le taux de participation est de 58,13 % (5 202 votants sur 8 949 inscrits) contre 59,43 % au niveau départemental et 50,17 % au niveau national.

#### Élections de juin 2021
Le premier tour des élections départementales de 2021 est marqué par un très faible taux de participation (33,26 % au niveau national). Dans le canton de Puy-l'Évêque, ce taux de participation est de 45,26 % (4 089 votants sur 9 035 inscrits) contre 43,85 % au niveau départemental. À l'issue de ce premier tour, deux binômes sont en ballottage : Serge Bladinières et Fabienne Sigaud (REM, 42,93 %) et Rémi Branco et Véronique Chassain (PS, 40,13 %).
Le second tour des élections est marqué une nouvelle fois par une abstention massive équivalente au premier tour. Les taux de participation sont de 34,36 % au niveau national, 45,92 % dans le département et 49,16 % dans le canton de Puy-l'Évêque. Rémi Branco et Véronique Chassain (PS) sont élus avec 52,65 % des suffrages exprimés (2 159 voix pour 4 442 votants et 9 036 inscrits),,.

## Composition

### Composition avant 2015

Situation du canton de Puy-l'Évêque dans le département du Lot avant 2015.

Avant le redécoupage cantonal de 2014, le canton de Puy-l'Évêque regroupait seize communes.
| Nom                   | Code Insee | Codepostal | Superficie (km2) | Population (dernière pop. légale) | Densité (hab./km2) |
| --------------------- | ---------- | ---------- | ---------------- | --------------------------------- | ------------------ |
| Cassagnes             | 46061      | 46700      | 11,62            | 202 (2012)                        | 17                 |
| Duravel               | 46089      | 46700      | 14,97            | 957 (2012)                        | 64                 |
| Floressas             | 46107      | 46700      | 13,84            | 160 (2012)                        | 12                 |
| Grézels               | 46130      | 46700      | 10,79            | 258 (2012)                        | 24                 |
| Lacapelle-Cabanac     | 46142      | 46700      | 8,04             | 163 (2012)                        | 20                 |
| Lagardelle            | 46147      | 46220      | 3,07             | 128 (2012)                        | 42                 |
| Mauroux               | 46187      | 46700      | 16,20            | 522 (2012)                        | 32                 |
| Montcabrier           | 46199      | 46700      | 21,75            | 338 (2012)                        | 16                 |
| Pescadoires           | 46218      | 46220      | 3,28             | 163 (2012)                        | 50                 |
| Prayssac              | 46225      | 46220      | 24,05            | 2 511 (2012)                      | 104                |
| Puy-l'Évêque          | 46231      | 46700      | 26,38            | 2 044 (2012)                      | 77                 |
| Saint-Martin-le-Redon | 46277      | 46700      | 10,60            | 209 (2012)                        | 20                 |
| Sérignac              | 46305      | 46700      | 18,44            | 304 (2012)                        | 16                 |
| Soturac               | 46307      | 46700      | 19,55            | 644 (2012)                        | 33                 |
| Touzac                | 46321      | 46700      | 4,89             | 363 (2012)                        | 74                 |
| Vire-sur-Lot          | 46336      | 46700      | 7,77             | 375 (2012)                        | 48                 |

### Composition depuis 2015
Le nouveau canton comprenait vingt-sept communes à sa création.
À la suite de la création au 1er janvier 2019 de la commune nouvelle de Porte-du-Quercy et au décret du 5 mars 2020 la rattachant entièrement au canton de Puy-l'Évêque, le nombre de communes entières passe de 27 à 25.
| Nom                                  | Code Insee | Intercommunalité                      | Superficie (km2) | Population (dernière pop. légale) | Densité (hab./km2) | Modifier                                    |
| ------------------------------------ | ---------- | ------------------------------------- | ---------------- | --------------------------------- | ------------------ | ------------------------------------------- |
| Puy-l'Évêque (bureau centralisateur) | 46231      | CC de la Vallée du Lot et du Vignoble | 26,38            | 1 870 (2022)                      | 71                 | modifier les données · modifier les données |
| Les Arques                           | 46008      | CC Cazals-Salviac                     | 15,05            | 214 (2022)                        | 14                 | modifier les données · modifier les données |
| Cassagnes                            | 46061      | CC de la Vallée du Lot et du Vignoble | 11,62            | 174 (2022)                        | 15                 | modifier les données · modifier les données |
| Duravel                              | 46089      | CC de la Vallée du Lot et du Vignoble | 14,97            | 946 (2022)                        | 63                 | modifier les données · modifier les données |
| Floressas                            | 46107      | CC de la Vallée du Lot et du Vignoble | 13,84            | 179 (2022)                        | 13                 | modifier les données · modifier les données |
| Frayssinet-le-Gélat                  | 46114      | CC Cazals-Salviac                     | 23,14            | 375 (2022)                        | 16                 | modifier les données · modifier les données |
| Goujounac                            | 46126      | CC Cazals-Salviac                     | 10,38            | 219 (2022)                        | 21                 | modifier les données · modifier les données |
| Grézels                              | 46130      | CC de la Vallée du Lot et du Vignoble | 10,79            | 235 (2022)                        | 22                 | modifier les données · modifier les données |
| Les Junies                           | 46134      | CA Grand Cahors                       | 13,06            | 252 (2022)                        | 19                 | modifier les données · modifier les données |
| Lacapelle-Cabanac                    | 46142      | CC de la Vallée du Lot et du Vignoble | 8,04             | 172 (2022)                        | 21                 | modifier les données · modifier les données |
| Lagardelle                           | 46147      | CC de la Vallée du Lot et du Vignoble | 3,07             | 124 (2022)                        | 40                 | modifier les données · modifier les données |
| Lherm                                | 46171      | CA Grand Cahors                       | 13,47            | 234 (2022)                        | 17                 | modifier les données · modifier les données |
| Mauroux                              | 46187      | CC de la Vallée du Lot et du Vignoble | 16,20            | 553 (2022)                        | 34                 | modifier les données · modifier les données |
| Montcabrier                          | 46199      | CC de la Vallée du Lot et du Vignoble | 21,75            | 342 (2022)                        | 16                 | modifier les données · modifier les données |
| Montcléra                            | 46200      | CC Cazals-Salviac                     | 20,91            | 275 (2022)                        | 13                 | modifier les données · modifier les données |
| Pescadoires                          | 46218      | CC de la Vallée du Lot et du Vignoble | 3,28             | 186 (2022)                        | 57                 | modifier les données · modifier les données |
| Pomarède                             | 46222      | CC Cazals-Salviac                     | 7,04             | 190 (2022)                        | 27                 | modifier les données · modifier les données |
| Porte-du-Quercy                      | 46033      | CC du Quercy Blanc                    | 49,02            | 534 (2022)                        | 11                 | modifier les données · modifier les données |
| Prayssac                             | 46225      | CC de la Vallée du Lot et du Vignoble | 24,05            | 2 500 (2022)                      | 104                | modifier les données · modifier les données |
| Saint-Caprais                        | 46250      | CC Cazals-Salviac                     | 8,85             | 80 (2022)                         | 9,0                | modifier les données · modifier les données |
| Saint-Martin-le-Redon                | 46277      | CC de la Vallée du Lot et du Vignoble | 10,60            | 194 (2022)                        | 18                 | modifier les données · modifier les données |
| Sérignac                             | 46305      | CC de la Vallée du Lot et du Vignoble | 18,44            | 334 (2022)                        | 18                 | modifier les données · modifier les données |
| Soturac                              | 46307      | CC de la Vallée du Lot et du Vignoble | 19,55            | 638 (2022)                        | 33                 | modifier les données · modifier les données |
| Touzac                               | 46321      | CC de la Vallée du Lot et du Vignoble | 4,89             | 361 (2022)                        | 74                 | modifier les données · modifier les données |
| Vire-sur-Lot                         | 46336      | CC de la Vallée du Lot et du Vignoble | 7,77             | 344 (2022)                        | 44                 | modifier les données · modifier les données |
| Canton de Puy-l'Évêque               | 4615       |                                       | 376,16           | 11 525 (2022)                     | 31                 | modifier les données                        |

## Démographie

### Démographie avant 2015
| 1962  | 1968  | 1975  | 1982  | 1990  | 1999  | 2006  | 2011  | 2012  |
| ----- | ----- | ----- | ----- | ----- | ----- | ----- | ----- | ----- |
| 8 576 | 9 094 | 9 109 | 9 115 | 9 168 | 8 967 | 9 267 | 9 347 | 9 341 |

### Démographie depuis 2015
En 2022, le canton comptait 11 525 habitants, en évolution de +1,23 % par rapport à 2016 (Lot : +1,31 %, France hors Mayotte : +2,11 %).
| 2013   | 2018   | 2022   |
| ------ | ------ | ------ |
| 11 585 | 11 368 | 11 525 |